# Zadni Kościelec
Zadni Kościelec (niem. Hintere Polnische Kapelle, słow. Zadný Koščielec, węg. Hátsó-Koscielec, 2162 m) – szczyt w bocznej Grani Kościelców w Tatrach Wysokich. Znajduje się w tej grani pomiędzy Mylną Przełęczą (2106 m) a Kościelcową Przełęczą (2110 m). W grani Zadniego Kościelca wyróżnia się jeszcze kilka drobniejszych turni i przełączek, w kierunku od Mylnej Przełęczy na północ są to: dwuwierzchołkowa Mylna Turnia, przełęcz Pośrednie Mylne Wrótka, Mylna Kopa (2159 m), przełęcz Wyżnie Mylne Wrótka i Zadni Kościelec Ze względu na litą skałę, niewielkie trudności techniczne i niezwykłą urodę grań ta jest często przechodzona przez kursantów i początkujących taterników. Stąd jej popularność i nieco żartobliwa nazwa Grań Praojców.
Na zachodnią stronę (do Doliny Zielonej Gąsienicowej) Zadni Kościelec opada litą ścianą, w której jest wiele dróg wspinaczkowych. Jest to jeden z bardziej popularnych terenów wspinaczkowych w polskich Tatrach. Często wspinają się tutaj kursanci. Znajduje się tu też niewielka jaskinia Schron w Zadnim Kościelcu. Na wschodnią stronę opada z Zadniego Kościelca grzęda zwana Kościelcową Grzędą lub Kościelcowymi Kopkami, oddzielająca Kocioł Czarnego Stawu Gąsienicowego od Kotła Zmarzłego Stawu Gąsienicowego i Dolinki Koziej. Tutaj również istnieją drogi wspinaczkowe. Najbardziej popularna wśród nich jest tzw. „setka”. Jej nazwa pochodzi od tego, że w przewodniku taternickim W. H. Paryskiego ma nr 100.
Pierwsze wejścia:
- latem: Zygmunt Klemensiewicz i Roman Kordys 5 sierpnia 1905 r.
- zimą: Stefan Jaworski, Józef Lesiecki, Leon Loria, Jan Małachowski i Stanisław Zdyb 24 kwietnia 1911 r.[6]

2 lipca 1962 r. na skutek upadku na Zadnim Kościelcu zginął wybitny taternik Jan Długosz.

## Przypisy

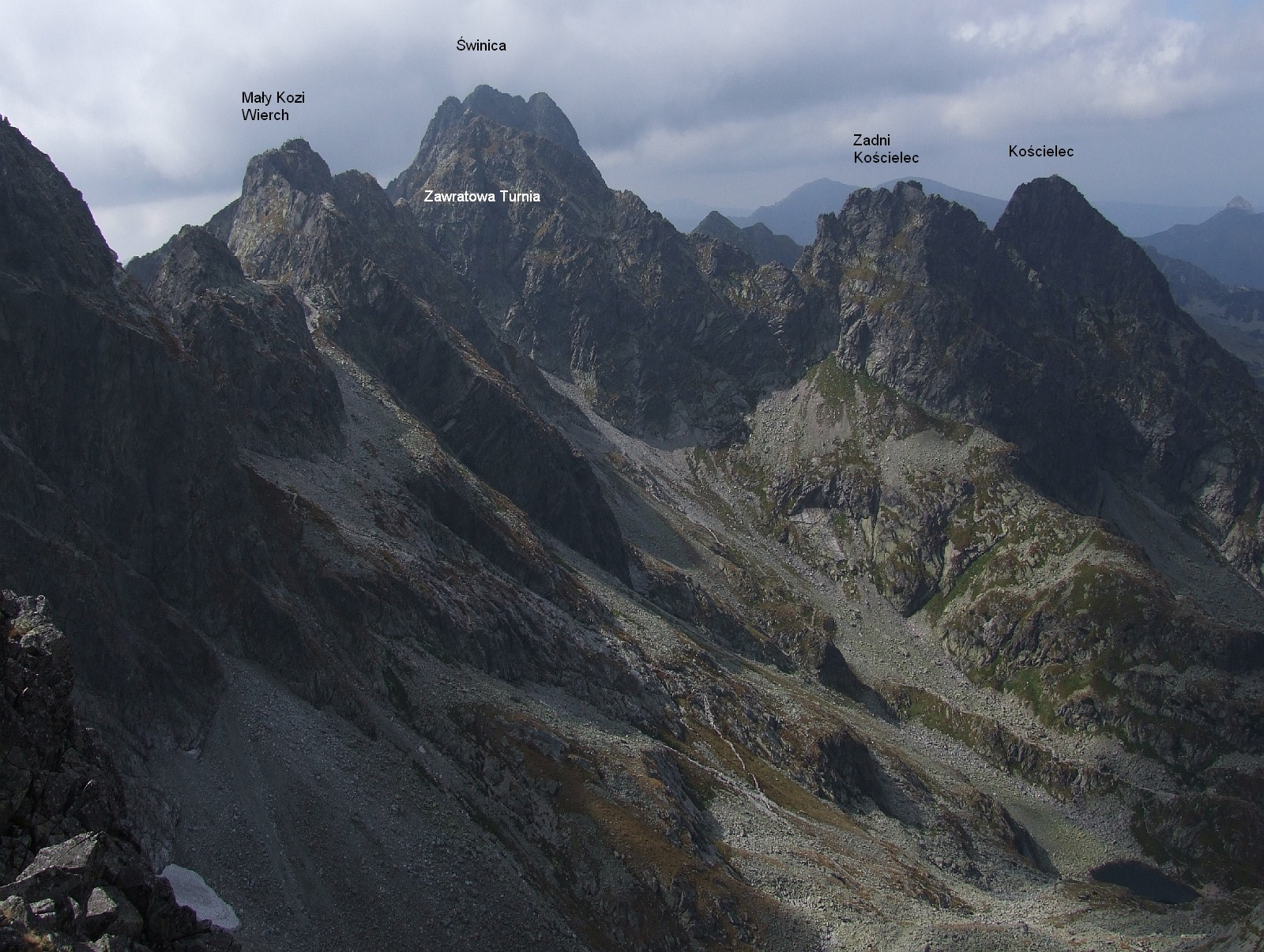
Widok od strony wschodniej na otoczenie Świnicy i Kościelców
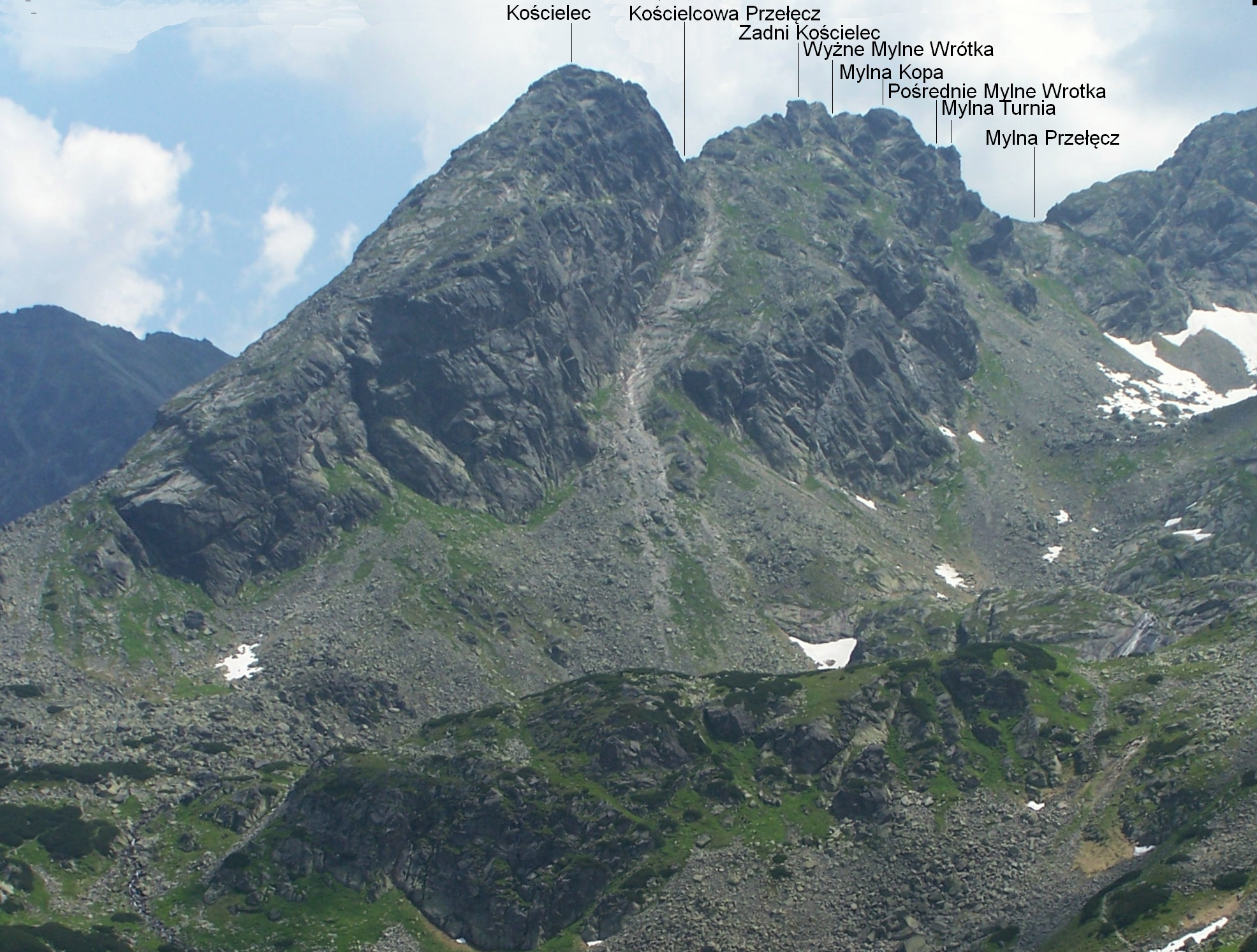
Kościelec i Zadni Kościelec
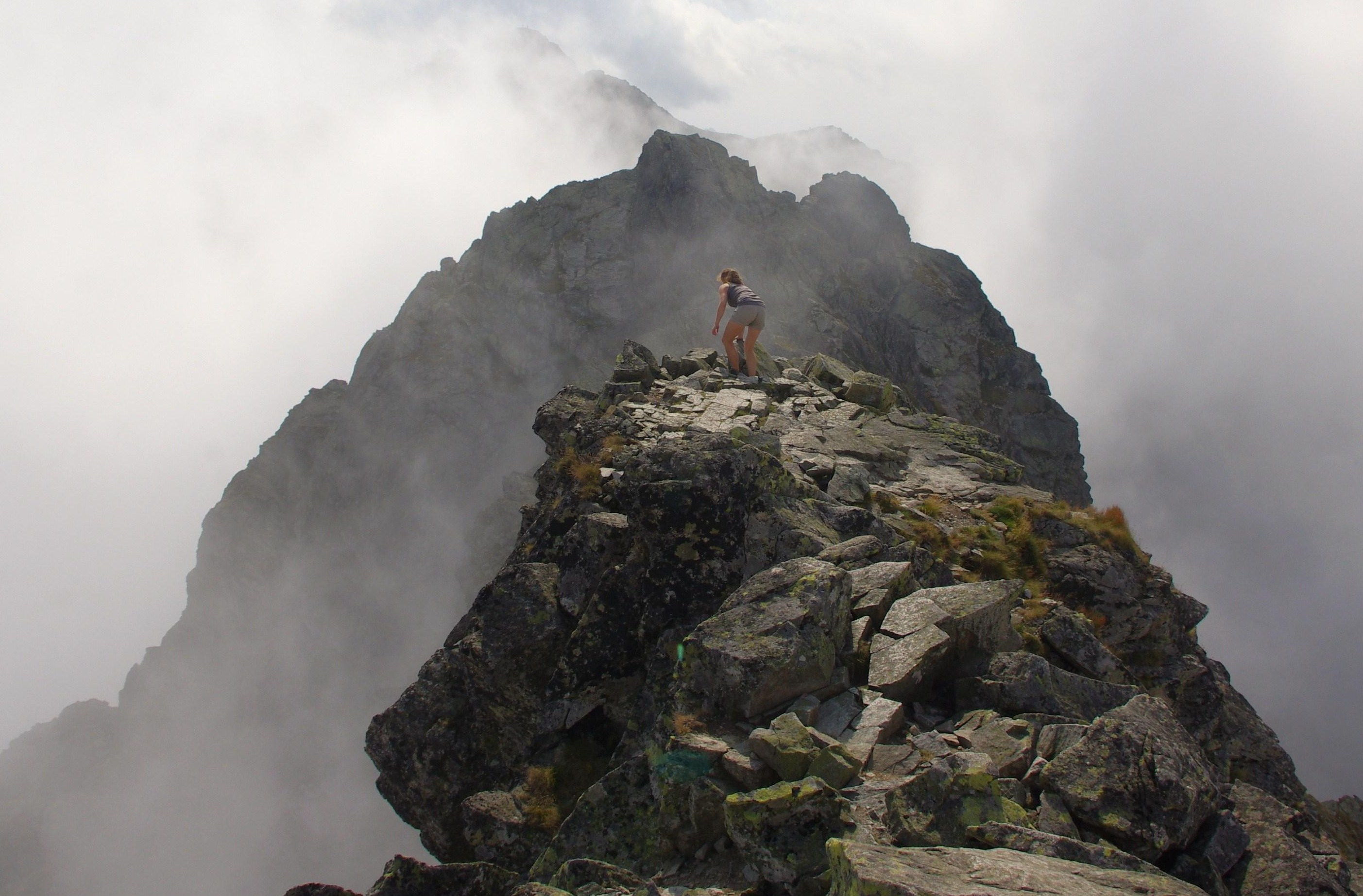
Widok z Kościelca na Zadni Kościelec